# Konosuke Nishikawa
Konosuke Nishikawa (japanisch 西川 幸之介 Nishikawa Konosuke; * 11. September 2002 in der Präfektur Aichi) ist ein japanischer Fußballspieler.

## Karriere
Konosuke Nishikawa erlernte das Fußballspielen in der Schulmannschaft der Fujieda Higashi High School. Seinen ersten Vertrag unterschrieb er am 1. Februar 2021 bei Ōita Trinita. Der Verein aus Ōita spielte in der ersten Liga, der J1 League. In seiner ersten Saison kam er bei Ōita nicht zum Einsatz. Ende 2021 musste er mit dem Verein in die zweite Liga absteigen. 2022 kam er zweimal im Pokal und fünfmal im Ligapokal zum Einsatz. Sein Zweitligadebüt gab Konosuke Nishikawa am 19. Februar 2023 (1. Spieltag) im Auswärtsspiel gegen Tokushima Vortis. Bei dem 2:1-Erfolg stand er in der Startelf und spielte die kompletten 90 Minuten. Nach insgesamt 34 Ligaspielen wechselte er im Januar 2025 nach Mito zum ebenfalls in der zweiten Liga spielenden Mito Hollyhock.